# Miles Johnson
Miles Johnson (Carlsbad, 12 giugno 1994) è un pallavolista statunitense.
Gioca nel ruolo di opposto.

## Carriera
La carriera di Miles Johnson inizia nei tornei scolastici californiani, giocando per la La Costa Canyon HS e parallelamente a livello giovanile col Coast. Dopo il diploma gioca a livello universitario per la Ohio State, partecipando alla NCAA Division I dal 2014 al 2017: si aggiudica il titolo NCAA nelle ultime due annate, venendo premiato inoltre come MVP nel 2016, tra i vari riconoscimenti individuali ricevuti.
Nel corso della stagione 2017-18 firma il suo primo contratto professionistico nella Volley League greca, approdando nel gennaio 2018 al Panathīnaïkos.

## Palmarès

### Club
- NCAA Division I: 2

2016, 2017

### Premi individuali
- 2016 - All-America First Team
- 2016 - NCAA Division I: University Park National MVP
- 2017 - All-America First Team